# 惯性静电约束
慣性靜電約束(英語：Inertial Electrostatic Confinement，縮寫為IEC），一種核融合技術，以電場來加熱電漿，以誘發核融合。電場對帶電粒子（離子或電子）做功，可以將它加熱，直到發生核融合反應。這種裝置通常會採用球面設計，讓帶電粒子在其內部可以加速運動，但也有採用圓柱幾何設計。電場可能用線柵產生，或是由非中性的電漿雲來產生。

## 機制
慣性靜電約束利用電場來牽引帶電粒子。以帶正電的氘離子為例，外層的線柵帶著正極，而內層的線柵帶著負極，氘離子會被電場牽引，向內加速前進。隨著電壓增加，速度也會增加，溫度也隨之上升。每增加1伏特的電壓，可以使離子溫度增加11,604 kelvin。典型的磁局限融合裝置產生的電漿，約為15 keV或是170 megakelvin。只要有15,000伏特的電壓，就可以使帶著正電的離子加熱到這個程度。
在此情況下，部分氘離子會在中心撞擊，發生核融合，形成氦-3與高能量中子，或氫-3與一個質子。

## 歷史

### 1960年代
電子電視發明者費羅·法恩斯沃斯，在研究真空管時，觀察到在管子內的某些區域，會累積帶電粒子。這個效應在今天稱為電子二次倍增效應（multipactor effect）。費羅·法恩斯沃斯理解到，如果離子的濃度夠高，就可能因碰撞而發生核融合。